# شركة الخليج العربي للنفط
شركة الخليج العربي للنفط شركة نفط ليبية يقع مقرها في طبرق في ليبيا تعمل في البحث والتنقيب عن النفط الخام والغاز الطبيعي وإنتاجه وتكريره، تأسست عام 1979 وهي تابعة للمؤسسة الوطنية للنفط ويوجد لها عدد من الفروع بينها فرع في طبرق حيث توجد مصفاة طبرق وميناء الحريقة طبرق .